# 亚历山德罗·里贝罗·达席尔瓦
亚历山德罗·里贝罗·达席尔瓦（Alexsandro Ribeiro da Silva，1980年4月16日—），是一名巴西职业足球运动员。

## 俱乐部生涯
亚历山德罗曾经先后效力于克鲁斯皮和阿拉戈斯，2008年转会至大邱FC，2009年加盟中甲球队南昌八一，并帮助球队以联赛第二名的成绩升级到中超联赛。